# Морозов Петро Іванович
Петро Іванович Морозов (1 жовтня 1908, місто Маріїнськ, тепер Кемеровської області, Російська Федерація — 2 лютого 1977, місто Москва, Російська Федерація) — радянський державний діяч, міністр сільського господарства Російської РФСР, 1-й секретар Амурського обласного комітету КПРС, голова Кемеровського облвиконкому. Депутат Верховної ради СРСР 4—6-го скликань. Член Центральної Ревізійної Комісії КПРС у 1961—1966 роках.

## Життєпис
Народився в родині робітника.
У 1928 році закінчив Маріїнський сільськогосподарський технікум.
У 1928—1930 роках — інструктор, зоотехнік Ачинського окружного агентства «Сибмаслосоюз».
У 1930—1934 роках — студент зоотехнічного факультету Омського сільськогосподарського інституту.
У 1934—1936 роках — зоотехнік радгоспу, викладач і директор навчального господарства Куйбишевського зооветеринарного технікуму Новосибірської області.
У 1935 році закінчив педагогічне відділення Омського сільськогосподарського інституту.
У 1936—1937 роках — у Червоній армії.
У 1937—1941 роках — директор Куйбишевського зооветеринарного технікуму Новосибірської області.
Член ВКП(б) з 1939 року.
У 1941—1946 роках — заступник начальника Новосибірського обласного земельного відділу.
У 1946—1947 роках — начальник Новосибірського обласного відділу тваринництва.
У 1947—1949 роках — завідувач сектора Ради у справах колгоспів при Раді міністрів СРСР.
У 1949—1951 роках — заступник голови виконавчого комітету Новосибірської обласної ради депутатів трудящих.
У 1951—1952 роках — 1-й заступник голови виконавчого комітету Новосибірської обласної ради депутатів трудящих.
У травні — вересні 1952 року — секретар Кемеровського обласного комітету ВКП(б).
27 жовтня 1952 — 4 червня 1955 року — голова виконавчого комітету Кемеровської обласної ради депутатів трудящих.
26 березня 1955 — 7 червня 1957 року — міністр сільського господарства Російської РФСР.
15 серпня 1957 — 9 квітня 1964 року — 1-й секретар Амурського обласного комітету КПРС.
У 1964—1976 роках — 1-й заступник, заступник міністра сільського господарства СРСР.
З 1976 року — персональний пенсіонер союзного значення в Москві.
Помер 2 лютого 1977 року в Москві. Похований на Новодівочому цвинтарі Москви.

## Нагороди
- орден Леніна (1958)
- три ордени Трудового Червоного Прапора
- медаль «За доблесну працю у Великій Вітчизняній війні 1941—1945 рр.»
- медаль «За трудову відзнаку»
- медаль «За трудову доблесть»
- медаль «За доблесну працю. В ознаменування 100-річчя з дня народження Володимира Ілліча Леніна»
- медалі